# Pauluskirche (Dortmund)

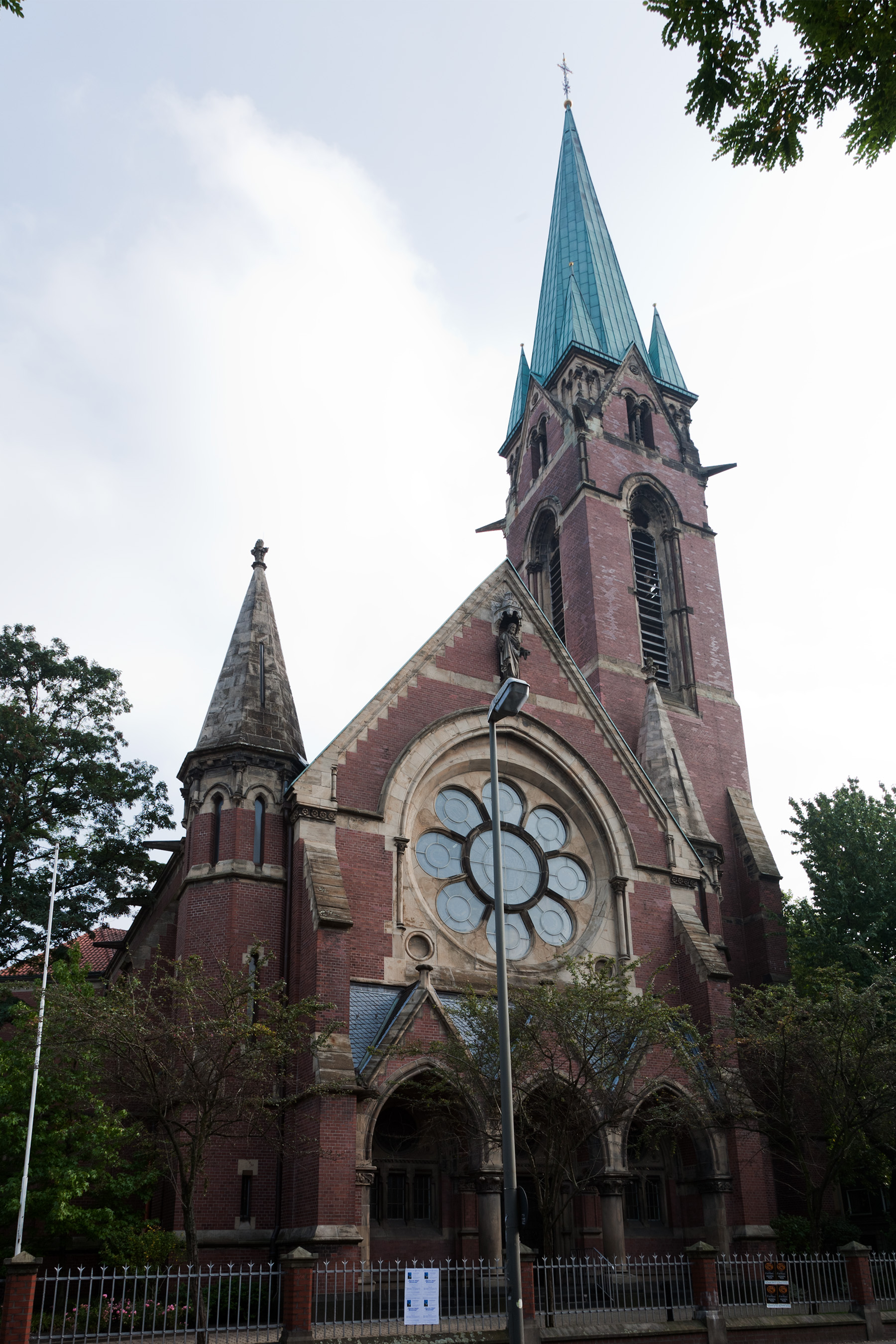
Pauluskirche, 2011

Die Pauluskirche ist ein evangelisches Kirchengebäude in der Dortmunder Nordstadt. Sie steht an der Ecke Schützenstraße und Kirchenstraße.

## Geschichte
Die Pauluskirche in Dortmund wurde von 1892 bis 1894 nach Plänen des Berliner Architekten Karl Doflein errichtet. Im Zweiten Weltkrieg wurde das Gebäude stark beschädigt. Mit dem Wiederaufbau wurde nach Kriegsende der Dortmunder Architekt Herwarth Schulte beauftragt, der sich auf die Rekonstruktion evangelischer Kirchen spezialisiert hatte. Schulte gestaltete die Innenräume unter Einbeziehung moderner Gestaltungselemente und verband dabei die historische Substanz mit zeitgenössischer Formensprache.
1994 wurde das Kirchengebäude umfassend restauriert. Das Bauwerk ist als Baudenkmal in die Denkmalliste der Stadt Dortmund eingetragen.
Die Kirche gehört heute zur evangelischen Lydia-Gemeinde, die am 1. Juli 2007 durch Zusammenschluss der drei evangelischen Kirchengemeinden „Frieden“, „Markus“ und „Paulus“ entstand und heute die einzige evangelische Gemeinde in der Nordstadt ist. Die Gemeinde ist nach der biblischen Lydia benannt, die als erste europäische Christin gilt und in Griechenland lebte.
Das ursprünglich 1964 errichtete Gemeindehaus mit Kindergarten wurde 2017 geschlossen und Anfang 2018 abgerissen. Auf dem Areal entstanden bis 2019 eine Reha-Einrichtung der Diakonie (Friederike-Fliedner-Haus), ein moderner Kindergarten sowie ein neues, deutlich kleineres, Gemeindehaus.

## Orgelgeschichte

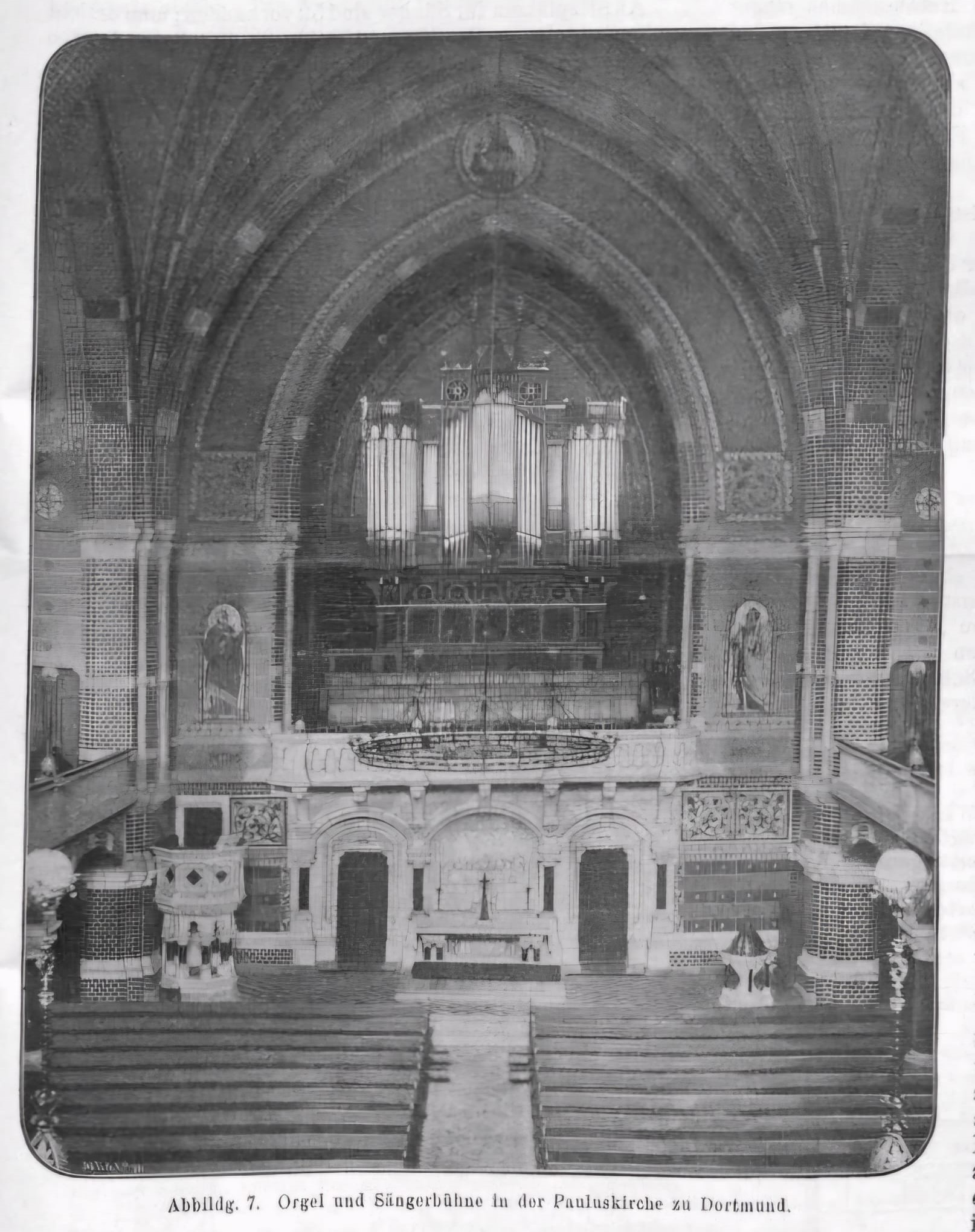
Die Walcker-Orgel 1895

Die erste Orgel der Pauluskirche, ein Werk der Ludwigsburger Orgelbaufirma „E. F. Walcker & Cie.“ (op. 652) mit 26 Registern, wurde 1894 eingeweiht. Die Orgel und eine Sängerbühne befanden sich auf einer Empore über einem Gemeinde- und Konfirmandensaal; Richtung Altar hatte die Empore eine balkonartige Vorkragung. Das Aussehen der Orgel (und des damaligen Kircheninneren) ist durch eine zeitgenössische Fotografie in einem Artikel des Kirchenarchitekten Karl Doflein überliefert, der im Juli 1895 seine Gedanken zur zweckmäßigsten Anordnung von Orgel- und Sängeremporen in der Deutschen Bauzeitung veröffentlichte. Der Spieltisch befand sich seitlich des Instruments. Nach Erweiterungen verfügte die Walcker-Orgel über 36 Register auf zwei Manualen und Pedal. Bei einem Kirchenbrand im Jahr 1914 wurde dieses Instrument zerstört und von Walcker im selben Jahr durch einen Neubau (op. 1808) ersetzt.
Von 1909 bis zur Kriegszerstörung der Kirche 1944 prägte der blinde Organist und Komponist Otto Heinermann über drei Jahrzehnte lang das musikalische Profil der Pauluskirche.
Im Zuge der Restaurierungsarbeiten anlässlich der 100-Jahr-Feier erhielt die Pauluskirche 1994 auch eine neue Orgel. Sie ist ein Werk der österreichischen Orgelbaufirma Rieger (Vorarlberg). Das Instrument mit 28 Registern auf zwei Manualen und Pedal hat mechanische Trakturen und folgende Disposition:
| I Hauptwerk C–g3 |               |       |
| 01.              | Bourdon       | 16′   |
| 02.              | Principal     | 08′   |
| 03.              | Gedackt       | 08′   |
| 04.              | Octav         | 04′   |
| 05.              | Flöte         | 04′   |
| 06.              | Quinte        | 2 ⁄3′ |
| 07.              | Superoctave 0 | 02′   |
| 08.              | Mixtur IV     | 1 ⁄3′ |
| 09.              | Cornet V      | 08′   |
| 10.              | Trompete      | 08′   |

| II Schwellwerk C–g3 |                   |        |
| 11.                 | Hohlflöte         | 08′    |
| 12.                 | Gambe             | 08′    |
| 13.                 | Voix céleste      | 08′    |
| 14.                 | Principal         | 04′    |
| 15.                 | Rohrgedeckt       | 04′    |
| 16.                 | Nazard            | 2 ⁄3′  |
| 17.                 | Flöte             | 02′    |
| 18.                 | Terz              | 1 3⁄5′ |
| 19.                 | Mixtur IV         | 02′    |
| 20.                 | Trompette harm. 0 | 08′    |
| 21.                 | Hautbois          | 08′    |
|                     | Tremulant         |        |

| Pedal C–f1 |             |     |
| 22.        | Principal   | 16′ |
| 23.        | Subbaß      | 16′ |
| 24.        | Holzoctav   | 08′ |
| 25.        | Gedackt     | 08′ |
| 26.        | Choralbaß 0 | 04′ |
| 27.        | Posaune     | 16′ |
| 28.        | Trompete    | 08′ |

- Koppeln: II/I, I/P, II/P

## Geläut
Das dreistimmige Stahlgeläut ist gestimmt auf cis‘-e‘-g‘.

## Pauluskirche und Kultur
In den letzten Jahren hat sich die Pauluskirche unter dem Namen „Pauluskirche und Kultur“ zu einem vielseitigen Veranstaltungsort entwickelt. Neben Konzerten, Lesungen und Ausstellungen findet hier seit mehreren Jahren das Musikfestival „Halleluyeah“ statt, das regionale Künstlerinnen und Künstler präsentiert und verschiedene Musikstile verbindet.
Im Jahr 2025 war die Kirche zudem Aufnahmeort für den Earth Hour Song, der von dem Dortmunder Musiker Hans Blücher gemeinsam mit weiteren Beteiligten aus der Dortmunder Musikszene produziert wurde. Der Song wurde vom WWF Deutschland als beispielhafter Beitrag zur Aktion „Licht aus. Stimme an“ vorgestellt.